# Herman Tjin A Djie
Herman Tjin A Djie (6 november 1910 - 1975) was een Surinaams tennisser.

## Biografie
Herman Tjin A Djie is een broer van Leo Tjin A Djie en speelde in de jaren 1930 en 1940 in de top van het Surinaamse tennis. In 1934 was hij een van de oprichters van de tennisvereniging Boys. De vereniging werd een van de toonaangevende verenigingen van het land. Rond december van hetzelfde jaar trouwde hij met Norine Reine Hermelijn.
In 1940 streed hij om het landskampioenschap en verloor hij van Gerard van der Schroeff. In 1941 won Tjin A Djie het kampioenschap. Hetzelfde jaar was hij een van de drie tennissers die Suriname tegen Brits-Guyana vertegenwoordigden tijdens het toernooi om de Dragtenbeker, die zij wonnen. Het jaar erna werd deze beker verloren toen ze deze wedstrijden in Guyana tennisten.
Enkele jaren werd geen landskampioenschap gehouden en in 1945 wist hij het opnieuw te winnen. In juni van dat jaar werd zijn bezoek aan zijn broer Leo in Curaçao aangekondigd als een gelegenheid voor lokale tennissers om tenniswedstrijden met hen te organiseren. Toen Leo een jaar later Suriname tijdens zijn vakantie bezocht, streden ze tegen elkaar in de finale van het landskampioenschap. Hierbij werd Herman tweede en Leo eerste. Samen wonnen ze het herendubbel. In de jaren erna stond het tennis in het teken van beide broers, waarbij Leo Herman op individueel niveau te sterk af was. Samen wonnen ze meermaals het herendubbel.
Zijn zoon Rannie was eveneens goed in tennis. Hij werd winnaar van het Surinaamse kampioenschap in 1960.